# Madeleine Coudray
Pour les articles homonymes, voir Coudray.
Œuvres principales
- Dénouement avant l’aube

Madeleine Coudray (15 juillet 1907 à Ruffec - 23 avril 1978 à Orléans) est un écrivain français, auteur de romans policiers.

## Biographie
Fille d’instituteurs, ancienne élève de l'École normale supérieure de Fontenay-aux-Roses, Madeleine Coudray est professeur de lettres d’abord à Quimperlé (Finistère) jusqu’en 1938, puis, de cette date à sa retraite, à Orléans, au lycée Jean-Zay.
Vers 1958, Madeleine Coudray commence à écrire des romans policiers pour son seul plaisir. Sa première œuvre, considérablement remaniée pour la publication, est Le Serpent dans la ville, conçu comme un hommage au cinéaste Henri-Georges Clouzot. Au fil des années elle écrit ainsi près d'une trentaine d’ouvrages. La retraite venue, elle envoie certains de ses manuscrits à plusieurs éditeurs spécialisés, qui, misant sur de jeunes débutants, refusent de les publier lorsqu’ils apprennent l’âge de leur auteur. L’un d’eux, cependant, EURÉDIF, publie Une femme d’ombre en octobre 1975. Encouragé par le succès obtenu, cet éditeur publie en trois ans une douzaine d'ouvrages de Madeleine Coudray, au rythme de trois ou quatre chaque année. Surprise qu’une débutante ait pu écrire autant d’ouvrages en si peu de temps, la critique surnomme bientôt leur auteur « l’étonnante Madeleine Coudray ». Son roman Dénouement avant l’aube reçoit le Grand prix de littérature policière en 1978. Elle est alors parfois qualifiée d'Agatha Christie française.
À sa disparition, survenue brutalement en 1978, Madeleine Coudray a publié dix-neuf titres sans tenir compte de l’ordre dans lequel ils avaient été écrits, et laissait une quinzaine d’inédits dont deux sont publiés par la suite (L'homme de pierre, Premier février à minuit). Son roman La grande dune a été adapté pour la télévision en 1991 (scénario de Jackie Berroyer et Bernard Stora ; production Danièle Delorme ; diffusion sur Antenne 2 et Canal+ ; nomination aux 7 d'or 1991 pour le meilleur téléfilm).
Excellente musicienne, Madeleine Coudray a passé, pour son seul plaisir, le certificat d’aptitude à l’enseignement musical. De 1947 à sa mort, elle écrit de nombreuses harmonisations de chants populaires français ou étrangers pour diverses chorales orléanaises (principalement pour la Chorale Francis-Poulenc d'Orléans), mais aucune de ses œuvres musicales n’a été éditée. Plusieurs, en revanche, ont été enregistrées.

## Œuvres
L’ordre suivi dans la liste ci-dessous est celui de la publication des ouvrages.
- Une femme d’ombre, Paris, EURÉDIF, coll. « Suspense », 1975, 252 p. (ISBN 2-7167-0340-X)
- Le Rallye de la Toussaint, Paris, EURÉDIF, coll. « Suspense », 1976, 188 p. (ISBN 2-7167-0389-2)
- Rien que la haine, Paris, EURÉDIF, coll. « Suspense », 1976, 183 p. (ISBN 2-7167-0409-0)
- La Mort en écharpe, Paris, EURÉDIF, coll. « Suspense », 1976, 252 p. (ISBN 2-7167-0430-9) suivi de L'Homme qui marchait
- La Mort à la une, Paris, EURÉDIF, coll. « Suspense », 1977, 186 p. (ISBN 2-7167-0448-1)
- Voir Genève et mourir, Paris, EURÉDIF, coll. « Suspense », 1977, 185 p. (ISBN 2-7167-0475-9)
- La Grande Dune, Paris, EURÉDIF, coll. « Suspense », 1977, 185 p. (ISBN 2-7167-0491-0)
- Un langage de flammes, Paris, EURÉDIF, coll. « Suspense », 1977, 185 p. (ISBN 2-7167-0495-3)
- Esprit de famille, Paris, EURÉDIF, coll. « Suspense », 1977, 186 p. (ISBN 2-7167-0511-9)
- Dénouement avant l’aube, Paris, EURÉDIF, coll. « Ssupense », 1978, 188 p. (ISBN 2-7167-0530-5) Grand prix 1978 de littérature policière
- Le Serpent dans la ville, Paris, EURÉDIF, coll. « Suspense », 1978, 251 p. (ISBN 2-7167-0532-1)
- Maître, vous avez la parole !, Paris, EURÉDIF, coll. « Suspense », 1978, 185 p. (ISBN 2-7167-0546-1)
- Le Château de la mer, Paris, EURÉDIF, coll. « Suspense », 1978, 188 p. (ISBN 2-7167-0563-1)
- Requiem pour un pantin, Paris, EURÉDIF, coll. « Suspense », 1978, 186 p. (ISBN 2-7167-0571-2)
- Le Vol noir des corbeaux, Paris, EURÉDIF, coll. « Suspense », 1978, 188 p. (ISBN 2-7167-0584-4)
- Six têtes mises à prix, Paris, EURÉDIF, 1978, 229 p. (ISBN 2-7167-0555-0)
- Ruptures, Paris, EURÉDIF, coll. « Suspense », 1978, 184 p. (ISBN 2-7167-0599-2)
- L'Homme de pierre, Paris, EURÉDIF, coll. « Suspense », 1979, 185 p. (ISBN 2-7167-0627-1) publication posthume
- Premier février à minuit, Paris, EURÉDIF, coll. « Suspense », 1979, 184 p. (ISBN 2-7167-0673-5) publication posthume

## Prix
- Grand prix de littérature policière 1978 pour Dénouement avant l'aube[2]

## Sources
- « Coudray (Madeleine) », L'homme de pierre, Paris, Euredif, Collection « Suspense poche », 1979 (biographie de l'auteur au début de l'ouvrage).
- « Madeleine Coudray », dans Magazine du Mystère, no 10, 1977.